# جيمي وحيد
جيمي وحيد (مواليد 13 أبريل 1964 بالبليدة) مغني وملحن جزائري يؤدي موسيقى العالم وبالضبط فنون الريغي والفانك والشعبي. يقيم جيمي وحيد حاليا بمدينة ليون الفرنسية.
يلقًب جيمي وحيد بجيمس براون الجزائري, واستمد تسمية جيمي من طفولته حيث كان مولوعا بالفنان جيمي هندريكس.

## وصلات خارجية
- جيمي وحيد على موقع IMDb (الإنجليزية)
- جيمي وحيد على موقع ألو سيني (الفرنسية)
- جيمي وحيد على موقع ميوزك برينز (الإنجليزية)
- جيمي وحيد على موقع قاعدة بيانات الأفلام السويدية (السويدية)
- جيمي وحيد على موقع ديسكوغز (الإنجليزية)
- جيمي وحيد على موقع كينوبويسك (الروسية)

- لقاء جيمي وحيد مع نوغاي تيفي (بالفرنسية)